# جورج اچ. پلیمپتون
جورج اچ. پلیمپتون (انگلیسی: George H. Plympton؛ ۲ سپتامبر ۱۸۸۹ – ۱۱ آوریل ۱۹۷۲) یک فیلم‌نامه‌نویس اهل ایالات متحده آمریکا بود.
وی فیلم‌نامه‌نویس فیلم‌هایی همچون جزیره اسرارآمیز، فلش گوردون، غرب وحشی وحشی، تارزان بی‌باک، سواره‌نظام و اسب شیطان بوده است.